# Associazione Calcio Marzotto 1963-1964
Questa pagina raccoglie le informazioni riguardanti l'Associazione Calcio Marzotto nelle competizioni ufficiali della stagione 1963-1964.

## Rosa
| N. |                   | Ruolo | Calciatore               |
| -- | ----------------- | ----- | ------------------------ |
|    | Italia (bandiera) | C     | Giuseppe Bianco          |
|    | Italia (bandiera) | C     | Francesco Casisa         |
|    | Italia (bandiera) | C     | Mario Dal Molin          |
|    | Italia (bandiera) | C     | Mario Danieli            |
|    | Italia (bandiera) | P     | Giorgio De Rossi         |
|    | Italia (bandiera) | C     | Luigi Donadello          |
|    | Italia (bandiera) | D     | Franco Fusini            |
|    | Italia (bandiera) | D     | Giovanni Guderzo         |
|    | Italia (bandiera) | D     | Gian Battista Magaraggia |
|    | Italia (bandiera) |       | A. Masiero               |

| N. |                   | Ruolo | Calciatore         |
| -- | ----------------- | ----- | ------------------ |
|    | Italia (bandiera) | A     | Maurizio Masiero   |
|    | Italia (bandiera) | A     | Gianni Perli       |
|    | Italia (bandiera) | C     | Attilio Porra      |
|    | Italia (bandiera) | C     | Neri Sacchiero     |
|    | Italia (bandiera) | C     | Francesco Salvador |
|    | Italia (bandiera) | A     | Giorgio Stocco     |
|    | Italia (bandiera) | P     | Marcello Trevisan  |
|    | Italia (bandiera) |       | Verzin             |
|    | Italia (bandiera) | C     | Edoardo Zaggia     |
|    | Italia (bandiera) | A     | Gianluca Zamboni   |